# Abdulići
Abdulići är en ort i Bosnien och Hercegovina.   Den ligger i entiteten Republika Srpska, i den östra delen av landet, 100 kilometer öster om huvudstaden Sarajevo. Abdulići ligger 200 meter över havet och antalet invånare är 327.
Terrängen runt Abdulići är huvudsakligen kuperad, men österut är den bergig. Abdulići ligger nere i en dal.Runt Abdulići är det ganska tätbefolkat, med 83 invånare per kvadratkilometer.. Närmaste större samhälle är Srebrenica, 19,7 kilometer väster om Abdulići. 
I omgivningarna runt Abdulići växer i huvudsak lövfällande lövskog.